# Autheuil (Eure-et-Loir)
Autheuil is een plaats en voormalige gemeente in het Franse departement Eure-et-Loir in de regio Centre-Val de Loire en telt 217 inwoners (1999). De plaats maakt deel uit van het arrondissement Châteaudun. De gemeente is op 1 januari 2017 opgegaan in de op die dag gevormde commune nouvelle Cloyes-les-Trois-Rivières.

## Karakter
Het dorpje is vooral agricultureel van karakter; net zoals andere plaatsen in de omringende Beauce is de graanteelt er de grootste bron van inkomsten. Er bevinden zich in Autheuil enkele kasteeltjes, veelal van eigenaren die meestal in Parijs resideren.
Het is een enigszins stervend dorp; de school is met ingang van het schooljaar 2010-2011 gesloten (de leerlingen worden nu per bus naar Châteaudun gebracht), en het middeleeuwse kerkje heeft geen pastoor meer. Er zijn geen plannen voor nieuwe woningbouw; veel mensen trekken naar het nabijgelegen Cloyes-sur-le-Loir. Er is een bedrijf dat landbouwwerktuigen hersteld, maar geen bakker. De mairie is open op dinsdagmiddag en vrijdagochtend, en bevindt zich tegenover de kerk. Ook de vrijwillige brandweer die voorheen ook verantwoordelijk was voor het sociale hoogtepunt van het jaar, de viering van "Sainte-Barbe" is opgeheven; die functie is ook overgegaan op Cloyes.

## Geografie
De oppervlakte van Autheuil bedraagt 15,8 km², de bevolkingsdichtheid is 13,7 inwoners per km². Het gebied is ietsje heuvelachtiger dan de rest van de Beauce, men komt hier aan de grens met de naastgelegen Touraine. De leemgrond is vruchtbaar, men verbouwt er koolzaad en graan.

## Transport
Er is geen spoorwegstation, en evenmin een busverbinding, de dichtstbijzijnde stations zijn die van Châteaudun en Cloyes-sur-le-Loir, beide op de spoorlijn Brétigny - La Membrolle-sur-Choisille die Tours met het Austerlitzstation in Parijs verbindt, op een paar kilometers afstand. De RN10 passeert vlak langs het dorp.

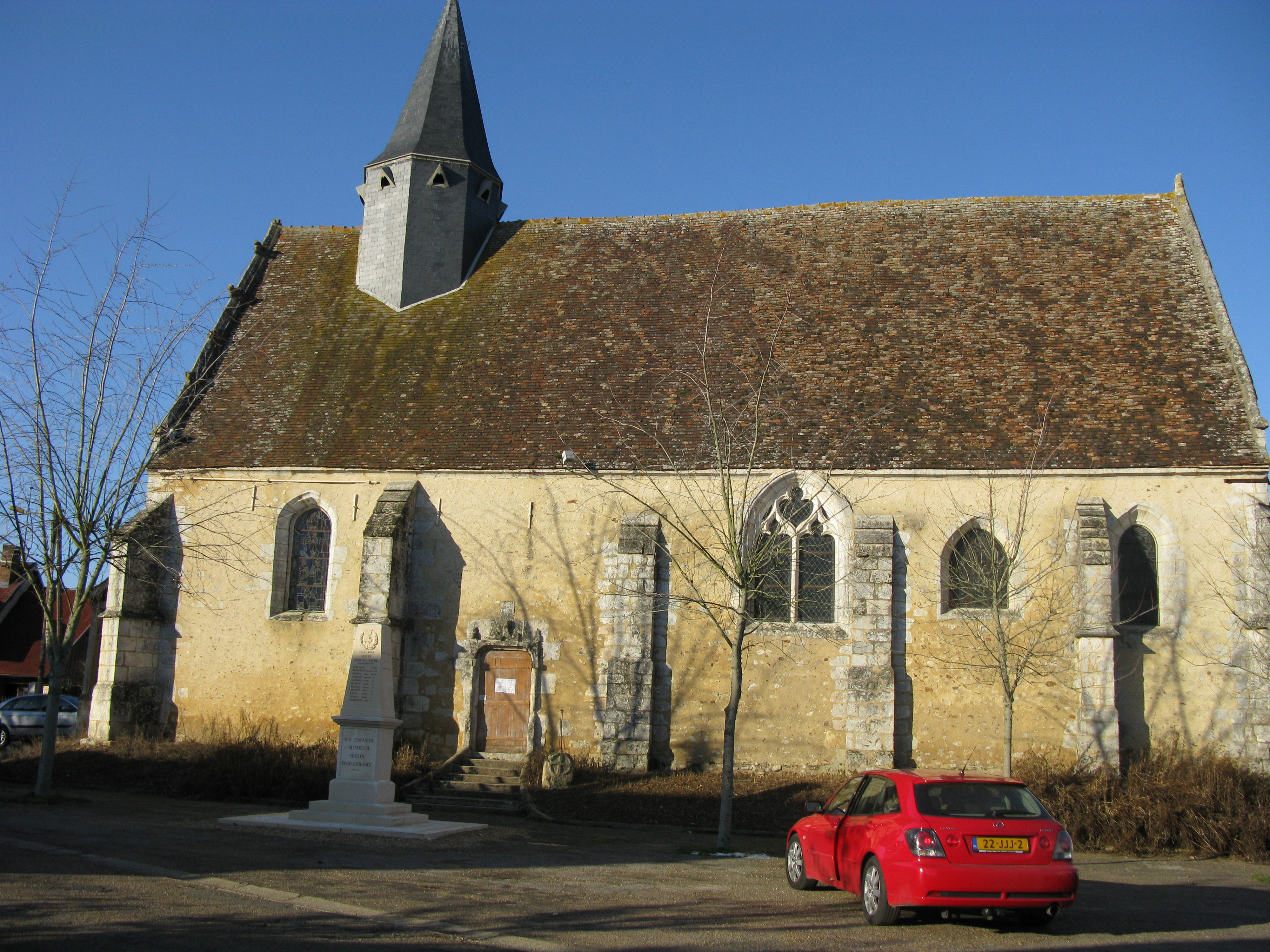
Saint-Avit, de uit de 12e eeuw stammende dorpskerk van Autheuil, met op de voorgrond het oorlogsmonument met vijf namen van gesneuvelden uit de Eerste Wereldoorlog, en één naam uit de Tweede Wereldoorlog. Het kerkje wordt heden ten dage zeer sporadisch gebruikt.

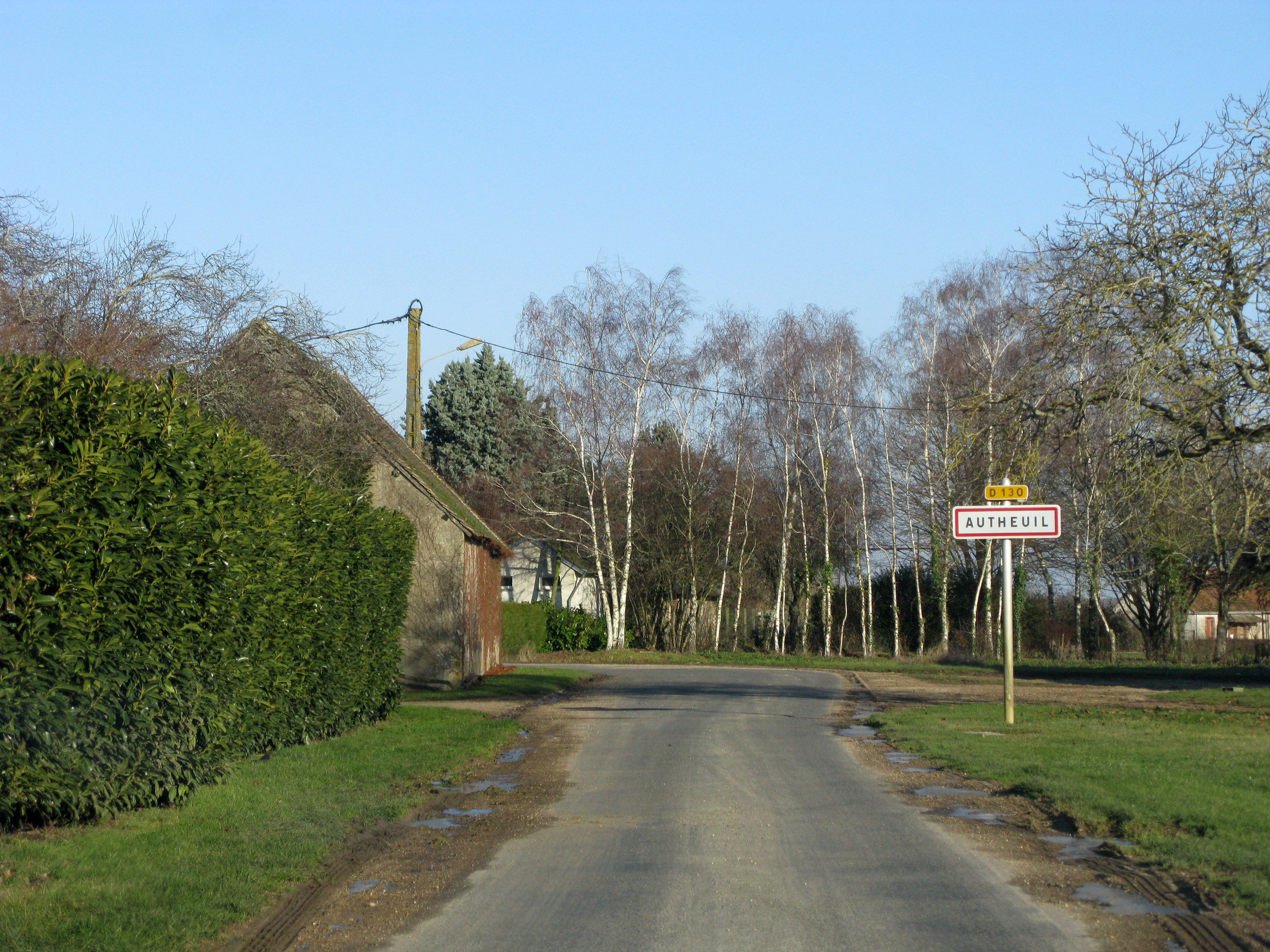
Toegang tot Autheuil, gezien vanaf de D130 komend vanuit Cloyes-sur-le-Loir

De onderstaande kaart toont de ligging van Autheuil (Eure-et-Loir) met de belangrijkste infrastructuur en aangrenzende gemeenten.

## Demografie
De bewoners van Autheuil zijn vooral agrariërs. Het zijn, vrij typerend voor de Beauce, stugge mensen, vrij conservatief en belijdend katholiek.
Onderstaande figuur toont het verloop van het inwonertal.

## Saint-Avit
De dorpskerk is vernoemd naar Saint-Avit, en dateert van de 12e eeuw. De parochie was een dépendance van de abdij van Saint-Lomer in Blois. Het schip is oorspronkelijk 12e-eeuws, maar is in de 13e en 16e eeuw verbouwd. Aan de zijkant vindt men een in de 18e eeuw aangebouwd caquetoir, een soort overdekte galerij die men in kerken in de regio vaker aantreft, een open ruimte om na de kerkdienst wat na te keuvelen.

## Geschiedenis
De plaats is minstens sinds Romeinse tijden bewoond, op Google maps is er nog de Romeinse weg te onderscheiden die de velden doorkruist, en tijdens het ploegen zijn er meerdere antieke artefacten naar boven gekomen. Autheuil is nooit een grote plaats geweest, kenmerkend blijven de Fermes, de grote boerenhoven in de omgeving. Er waren tot de Franse Revolutie meer dorpjes in deze omgeving; bijvoorbeeld rond de boerderij Teilhac was een nederzetting die uitgebaat werd door monniken van een nabijgelegen klooster; dat plaatsje is in een uitloper van de Vendée-oorlog met de grond gelijkgemaakt.